# Ipochira celebensis
Ipochira celebensis là một loài bọ cánh cứng trong họ Cerambycidae.